# Edgard Shann
Edgard Shann, né à Zurich en 1919 et mort le 23 février 1984, est un hautboïste et enseignant vaudois.

## Biographie
Edgard Shann effectue ses études aux Conservatoires de Zurich et de Genève, où il obtient un prix de virtuosité, puis poursuit sa formation à Paris. Après un premier prix du Conservatoire national de Paris obtenu en 1940 dans la classe de Louis Bleuzet, il travaille notamment avec le Trio Moyse, fondé par le flûtiste français Marcel Moyse. La guerre le pousse à revenir en Suisse, et il donne ses premiers concerts dans la région lausannoise dès la fin des années 1940, avant de s'installer à Grandvaux au début des années 1950.
À cette époque, il est nommé premier hautbois de l'Orchestre de chambre de Lausanne (OCL). Dès 1965, il est nommé hautboïste et cor anglais solo à l'Orchestre de Suisse romande (OSR), poste qu'il occupe tant que sa santé le lui permet. Edgard Shann est surtout connu pour avoir donné naissance aux Concerts Bach de Lutry, en 1957. Cet habitué des semaines Bach d'Ansbach, en Allemagne, où il partage notamment l'affiche avec le chef Karl Richter, le violoniste Yehudi Menuhin, ou le flûtiste Aurèle Nicolet, décide, en effet, d'exporter en Lavaux l'idée d'un concert en hommage au Cantor de Leipzig. Ses programmes font alors alterner les œuvres de musique de chambre, les œuvres chorales et les œuvres pour orgue. Il parvient à faire durer le festival grâce à de nombreux soutiens bénévoles et malgré le manque d'argent. Il le dirige même jusqu'en 1980, année où il cède sa place à son ami Arpad Gerecz, rencontré sur les bancs de l'OCL. Également pédagogue, Edgard Shann est nommé professeur de hautbois au Conservatoire de Lausanne en 1940. Il est aussi titulaire d'un poste de professeur de musique au Gymnase cantonal de la Cité à Lausanne.

## Sources
- « Edgard Shann », sur la base de données des personnalités vaudoises sur la plateforme « Patrinum » de la Bibliothèque cantonale et universitaire de Lausanne.
- Feuille d'avis de Lausanne, 1949/02/22
- "Mort du hautboïste Edgard Shann",  24 Heures, 1984/02/25, p. 25.